# Puttin' on the Dog
«У собачій шкурі» (англ. Puttin’ on the Dog) — це шістнадцятий епізод у серії короткометражних мультфільмів «Том і Джеррі». Епізод є сиквелом до серії «The Bodyguard». Дата випуску: 28 жовтня 1944 року.

## Сюжет
Том біжить за Джеррі і вони прибігають до собачого притулку (дія епізоду відбувається приблизно після подій «The Bodyguard»). Джеррі стрибає в прогалину між штахетами паркану, і коли Том туди зазирає, його зустрічає група собак, від яких він ледве рятується, сховавшись за найближчим деревом. Джеррі, зручно вмостившись на Спайку, махає до Тома рукою, той незадоволений і починає складати план, як же пробратися в притулок. Раптом поряд із зоомагазином він помічає собачий манекен і знімає з нього голову. Кіт маскується під пса і намагається пройти між штахетами. Голова манекена застряє в отворі, і, нічого не підозрюючи, Том натикається на Спайка. Кіт розуміє, що на ньому немає «голови манекена», відразу ж її надягає і йде. Йому пощастило, що Спайк настільки повільно міркує. Кіт шукає схованку для подальших дій.
Джеррі стає позаду Тома і зображає собачий гавкіт. Спочатку Том із переляку дряпає стіну і дереться на неї, але потім розуміє, що «собака» — це Джеррі. Джеррі тікає від кота в бік будок. Том шукає мишеня і нарешті помічає, що воно сидить на кістці, яка стирчить з будки. Том намагається витягнути її, але виявляється, що кістка належить Спайку. Пес дратується і гавкає на Тома, той запихає йому в рота кістку і тікає, сховавшись під величезним сенбернаром. Собака лягає спати на землю, і стає чути, як хрустять кістки Тома.
Через кілька секунд Том вилазить з-під собаки, але розуміє, що забув під нею голову манекена і знову залазить під неї. Після декількох спроб Том витягує голову, але вона прилипає до собаки. Розбуджений сенбернар дивиться і бачить Тома, кіт у цей момент розвертається і втікає на чотирьох лапах. Том залазить у бочку і виглядає Джеррі через щілини, але мишеня перебуває в тій самій бочці і так само з неї визирає з іншого боку, не помічаючи Тома. Вони зустрічаються поглядом, бочку «підірвано зсередини люттю Тома», і гонитва триває. Джеррі ховається в шерсть іншого собаки і переміщається там. Том теж стрибає в шерсть і повністю там ховається, ніби він розміром з блоху (хоча він анітрохи не зменшився).
Собака прокинувшись вичісує з шерсті їх обох, і вони продовжують погоню. Джеррі зупиняє кота, забирає у нього голову манекена і надягає її на себе. Спайк заходить за ріг і бачить окремо кота і голову манекена. Том вчасно втягує свою голову всередину тіла. Джеррі тікає, а Том махає Спайку, і крокує за мишею. Спайк галасує від жаху, оскільки вважає, що побачив живого безголового собаку.
Том шукає Джеррі і бачить голову, схожу на голову собачого манекена. Том стрибає на неї, але з'ясовується, що це — голова справжнього собаки. Собака гавкає на Тома, і той зав'язує йому рот нашийником та втікає. Кіт бачить Джеррі, прихованого під головою манекена, і, сховавшись за рогом, готується відібрати маску. Але Спайк заходить за ріг раніше від Джеррі. Том намагається надіти голову Спайка на свою, вважаючи, що просто повертає своє маскування. Але незабаром він розуміє, що трапилось, і тікає за ріг. Том шукає Джеррі, а той сидить на його голові, під маскуванням. Спайк знову з'являється на місці дії і бачить «сірого пса з маскувальною головою» (замаскованого Тома). Джеррі то піднімає фальшиву голову, то повертає її набік; він намагається тим самим видати Тома, але у нього не виходить, і Том тікає геть. Нарешті, сховавшись від Спайка, Том б'є себе по голові, думаючи, що Джеррі там, але отримує тільки ґулю. Знову приходить Спайк, і Том знову одягає фальшиву голову, але ґуля видає його. Джеррі, сидячи на ґулі, показує Спайку записку «Телепню, це — кіт» і пес, клацаючи гострими зубами позаду кота, заганяє Тома на дуже високий ліхтарний стовп. У полюванні на кота беруть участь і всі інші пси. Щоб розлючені собаки не могли до нього дострибнути, кіт залазить аж на верхівку стовпа. Собаки гавкають на нього, Джеррі приєднується до них, несучи на собі фальшиву собачу голову, і теж каже «гав-гав-гав», стоячи внизу стовпа. Тепер головне завдання Джеррі — не втратити маскування, бо всі інші пси (крім старого знайомого Спайка) навряд чи зрадіють візиту мишеняти.

## Факти
- В мультфільмі використано музику з епізоду «The Zoot Cat».
- Сенбернар з цього епізоду раніше з'являвся в мультфільмі «War Dogs» 1943 року.
- Спайк виявляється дуже не здогадливим псом.
- Сцену зі стрічки використано у фільмі «Стіна».
- Погоня Спайка за Томом — перехід до 5 серії «Собачі клопоти».